# Utricularia dunstaniae
Utricularia dunstaniae är en tätörtsväxtart som beskrevs av Curtis Gates Lloyd. Utricularia dunstaniae ingår i släktet bläddror, och familjen tätörtsväxter. Inga underarter finns listade i Catalogue of Life.